# Jacques Henri Bernardin de Saint-Pierre
Jacques Henri Bernardin de Saint-Pierre, född 19 januari 1737 i Le Havre, död 21 januari 1814 i Eragny-sur-Oise, var en fransk författare.
Bernardin var djupt religiös samt vän och elev till Rousseau. År 1794 blev han professor i etik och från 1803 var han medlem av Franska akademien.